# 雷東多交會站火車事故
雷东多交會站事故是於 1956 年 1 月 22 日晚 17 点 42 分，在美國加利福尼亞州洛杉矶的圣达菲铁路雷東多交會站（Redondo Junction）發生的事故，地點在華盛頓大道和洛杉磯河附近的博伊爾高地西南， 造成 30 人死亡，117 人受傷。 這是洛杉磯市史上最嚴重的火車事故， 也是該地區第一起由電視現場直播報導的重大災難。
事故列車為由兩輛巴德铁路柴油客车編組行駛的聖地牙哥人號列車（San Diegan），該列車一般使用流線型機車牽引列車，而在傳統列車之間由柴油客車行駛兩個往返，車次編為80次至83次。 儘管經常過度擁擠，但服務非常可靠。 事發列車由 61 歲的弗蘭克·帕里什 (Frank Parrish)駕駛；他在這條路線上經驗豐富，但事故列車是他第二次駕駛柴油客車行駛本路線。
火车满载着乘客驶离了联合车站。离开信號塔联锁控制后，一般列車需要六分鐘才能抵達限速24公里/小時的雷東多交會站急彎，但柴油客車只需兩分鐘即可抵達。 交會站的信號員看到列車接近交會站向左側翻滾，在火花四濺中滑行，然後現場一片漆黑。 他立即撥打了緊急電話，救援人員和鄰近洛杉磯机车库的鐵路工作人員迅速趕到了現場。這起事故是洛杉矶警察局史上最初發出的重大交通事故警報（Sig alert）之一，大批醫療人員和看熱鬧的群眾前往現場，導致大規模交通堵塞。 媒體很快就趕到了，事故發生後不到一小時， KTLA 5 頻道就開始現場直播；附近的電影製片廠出借泛光燈以提供現場搜救照明。事故總共造成30人死亡，117人受傷。
調查人員估計，事發時列車時速為111公里（限速僅24公里/小時）。 弗蘭克·帕里什承認對事故負有全責，但並未受到任何指控；他聲稱在事故發生前昏迷了。 他沒有再駕駛火車，並從鐵路部門提前退休。 
相關車廂進行維修後，DC191 和 DC192 後來在加州以外地區繼續使用，最後使用於新墨西哥州阿尔伯克基和德克萨斯州埃尔帕索之間，聖達菲鐵路的埃爾帕索號。 DC 191 號列車得到保存，於 2009 年 1 月由太平洋鐵路協會（Pacific Railroad Society）進行修復。